# Тарасенко, Василий Фёдорович
Василий Фёдорович Тарасенко (30.01.1912 — 13.01.1979) — сапёр 170-го отдельного инженерно-сапёрного батальона 14-й инженерно-сапёрной бригады 65-й армии Центрального фронта, сержант. Герой Советского Союза.

## Биография
Родился 17 января 1912 года в селе Кирово ныне Бурлинского района Западно-Казахстанской области Казахстана в крестьянской семье. Украинец. Окончил 4 класса. Работал трактористом на МТС.
В Красной Армии с 1941 года. В действующей армии с июля 1941 года. Член ВКП(б)/КПСС с 1943 года.
Сапёр 170-го отдельного инженерно-сапёрного батальона сержант Василий Тарасенко при форсировании реки Днепр у посёлка городского типа Лоев Лоевского района Гомельской области Белоруссии 15 октября 1943 года под непрекращающимся вражеским огнём переправил на правый берег Днепра десант и натянул канат для паромной переправы.
Указом Президиума Верховного Совета СССР от 30 октября 1943 года за образцовое выполнение боевых заданий командования и проявленные при этом мужество и героизм сержанту Тарасенко Василию Фёдоровичу присвоено звание Героя Советского Союза с вручением ордена Ленина и медали «Золотая Звезда».
В 1945 году В. Ф. Тарасенко окончил Орджоникидзевское автомобильное училище. С 1947 года младший лейтенант Тарасенко В. Ф. — в запасе. Вернулся на родину — в Казахстан. Работал в автохозяйстве. Скончался 13 января 1979 года.
Награждён орденами Ленина, Красного Знамени, медалями.
Имя Героя носила пионерская дружина средней школы в селе Кирово.